# Emilce Núñez
Emilce Núñez Álvarez (Orallo, 1931) es una escritora española en lengua leonesa.

## Obra
Su trayectoria gira en torno a la producción literaria dentro del género poético, cuya inspiración surge sobre la base de los recuerdos de la autora de vivencias familiares, su infancia o el acervo cultural de su comarca natal. Hasta la fecha dos han sido los poemarios publicados por esta escritora: Atsegrías ya tristuras y Una tarde d'outuenu.
En 2006 fue una de las escritoras escogidas, junto a destacados autores en leonés como Eva González Fernández o Roberto González-Quevedo, para participar en la edición conmemorativa de la obra El Dialecto Leonés de Ramón Menéndez Pidal, donde además de recogerse el facsímil de la primera edición y de las encuestas realizadas por el creador de la escuela filológica española, se adjuntaban 11 obras de diversos escritores en este idioma, entre los que el poema Xeitu de la mucher tsacianiega, de esta autora, ejemplificaba el cultivo literario en el dialecto propio de su lugar de procedencia, popularmente conocido como patsuezu.
En 2012 colaboró en un libro-disco de poemas y canciones de Melchor Rodríguez Cosmen.

## Publicaciones
- Núñez, Emilce (2005). Atsegrías ya tristuras (en leonés). Ediciones Lancia. ISBN 84-8177-093-0.
- Núñez, Emilce (2011). Una tarde d'outuenu (en leonés). Piélago del Moro Ediciones. ISBN 978-84-938710-1-7.